# Berislav Klobučar
Berislav Klobučar, né le 28 août 1924 à Zagreb et mort le 13 juin 2014 à Vienne en Autriche, est un chef d'orchestre croate.

## Biographie

### Formation
Berislav Klobučar naît à Zagreb, le 28 août 1924.
Il étudie à Salzbourg où il bénéficie des enseignements conjointement prodigués par Clemens Krauss et Lovro von Matačić.

### Carrière
Une carrière internationale de chef d’orchestre l’amène à collaborer en qualité de chef invité ou titulaire au sein des institutions suivantes :
- 1943–1951 : Théâtre national croate[3], Zagreb, Croatie
- 1953–1967 : Wiener Staatsoper[note 1],[3],[1],[H 1], Vienne, Autriche
- 1960–1971 : Grazer Oper[3],[1], Graz, Autriche
- 1968 : Metropolitan Opera[3],[1], New York, États-Unis
- 1964, 1967, 1968 et 1969 : Festival de Bayreuth[4],[5],[1],[3], Bayreuth, Allemagne
- 1972–1981 : Kungliga Operan[1], Stockholm, Suède
- [Quand ?] : Teatro alla Scala[1], Milan, Italie
- 1983–1989 : Orchestre philharmonique de Nice[6],[3],[1], France
- 1983–1989 : Opéra de Nice[6],[3],[1], France

## Festival de Bayreuth
Chef d’orchestre invité durant plusieurs années consécutives à participer Festival de Bayreuth, qui met en exergue l’œuvre musicale de Richard Wagner, il y dirige les opéras suivants :
- 1964 : Das Rheingold (L'Or du Rhin)[4],[3]
- 1964 : Die Walküre[4],[3]
- 1964 : Götterdämmerung[4],[3]
- 1964 : Siegfried[4],[3]
- 1967 : Tannhaüser[5],[4],[3]
- 1967 : Lohengrin[4],[3]
- 1968 : Die Meistersinger von Nürnberg[4],[3]
- 1968 : Tristan und Isolde[4],[3]
- 1969 : Die Meistersinger von Nürnberg[4],[3]

## Concerts et récitals

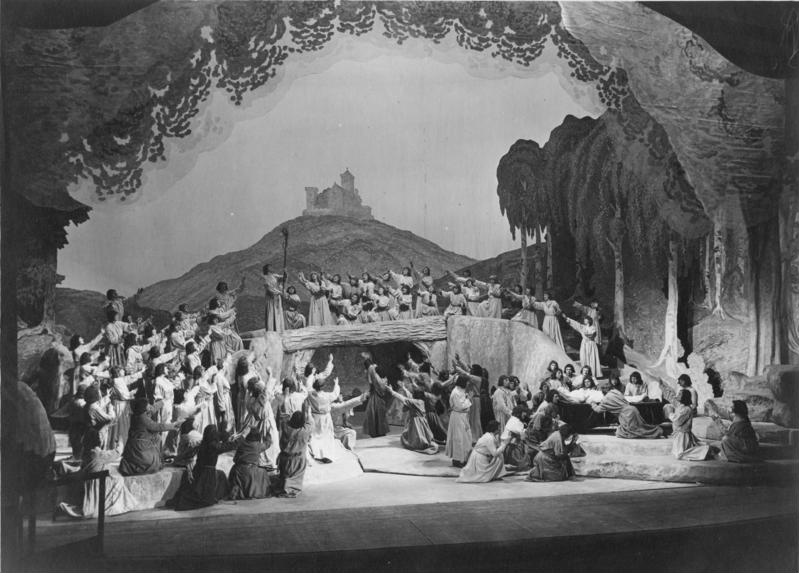
Une représentation de l’opéra de Richard Wagner « Tannhaüser » durant l’une des saisons du Festival de Bayreuth en 1930. Cette photographie — dont l’auteur, à ce jour, demeure inconnu — est issue du fonds d’archives de la « Deutsches Bundesarchiv », dont un lot de 80000 images a été gracieusement légué à commons. Références : Bundesarchiv Bild 183-2004-0512-501.

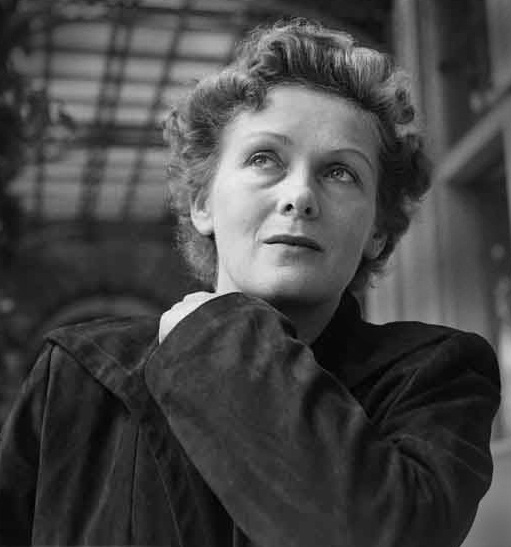
La cantatrice Elisabeth Schwarzkopf, soprano, en Suisse, lors du festival de musique de Lucerne, plus connu sous le nom de « Musikfestwochen ». La date ou même l’année à laquelle a été prise cette photo — signée — n’est pas encore connue avec précision : entre 1948 et 1958. Source : photothèque du canton de Lucerne. Référence : FDC 76 1858.3.jpg

Au cours des nombreux concerts et récitals qui ponctuent sa carrière, il collabore également avec plusieurs artistes et solistes renommés dont, notamment : 
- Mady Mesplé[7],
- Sena Jurinac[H 1],[note 7],
- Gwyneth Jones,
- Fritz Wunderlich,
- Elisabeth Schwarzkopf[8],[9].

## Publications
: document utilisé comme source pour la rédaction de cet article.
(hr) Franjo Ksaver Kuhač, Ilirski glazbenici, HSN (réimpr. 1994) (1re éd. 1893)
La postface de cet ouvrage est rédigée par l’académicien Lovro Županović (hr). L’auteur du livre, Franjo Kuhač (en), cite ce proverbe croate en page 5 :
(hr) — Po zveku (glazbi) se vrieme pozna.
(es) Albert Vilardell (photogr. Rafa Martín), « Giacomo Puccini : Madame Butterfly », Scherzo, Madrid, Scherzo editorial S.L. – C/Cartagena, 10. 1 °C . 28028 Madrid, revista de música, vol. año XXIV « Mitsuko Uchida : sabia y libre », no 246,‎ novembre 2009, p. 96 (ISSN 0213-4802, lire en ligne [PDF])
— Albert Vilardell, Scherzo, revista de música, anõ XXVI, no 246, novembre 2009, p. 96

## Citations
(en) An age is known by its music.,
—— Croatian proverb,
(hr) Po zveku (glazbi) se vrieme pozna.,
—— Proverbe croate,